# Baliga pupillata
Baliga pupillata är en insektsart som först beskrevs av Navás 1905.  Baliga pupillata ingår i släktet Baliga och familjen myrlejonsländor. Inga underarter finns listade i Catalogue of Life.